# گرگینه (فیلم ۱۹۹۶)
گرگینه (انگلیسی: Werewolf) فیلمی در ژانر ترسناک به کارگردانی محمد زرین‌دست است که در سال ۱۹۹۶ منتشر شد. از بازیگران آن می‌توان به ریچارد لینچ اشاره کرد.